# Rapala bangkaiensis
Rapala bangkaiensis är en fjärilsart som beskrevs av Ribbe 1926. Rapala bangkaiensis ingår i släktet Rapala och familjen juvelvingar. Inga underarter finns listade.